# Simon Kuper
Simon Kuper (Kampala, 15 de octubre de 1969) es un periodista y escritor británico. Escribe sobre temas deportivos "desde una perspectiva antropológica".

## Biografía
Kuper, de nacionalidad británica, hijo de padres sudafricanos, nació en la capital de Uganda en 1969 y se trasladó a Leiden (Países Bajos) cuando era niño, donde el padre era profesor de Antropología en su universidad. También ha vivido en Sudáfrica (para escapar de los inviernos holandeses), Stanford (California), Berlín y Londres. Estudió Historia y alemán en la Universidad de Oxford, y asistió a la Universidad de Harvard como becario Kennedy. Ahora vive en París con su familia.
Ha escrito artículos deportivos en los diarios británicos The Observer y The Guardian, en los neerlandeses De Pers (información general), Hard Gras (revista literaria de fútbol) y Vrij Nederland (revista de opinión), y en el diario español, El País. Actualmente escribe una columna en el Financial Times. Ganó el Premio William Hill al mejor libro deportivo del año (William Hill Sports Book of the Year) en 1994 con su obra, Football Against the Enemy, publicado en español en 2012 como Fútbol contra el enemigo. Es también autor del libro, Ajax, The Dutch, the War: Football in Europe during the Second World War (2003) y coautor de Soccernomics, con Stefan Szymanski. Kuper escribe sobre fútbol principalmente, tratando la cultura que lo rodea, así como el juego. Ha escrito ocasionalmente sobre cricket. En 2007 fue galardonado en España con el Premio Internacional de Periodismo Manuel Vázquez Montalbán, en su modalidad de periodismo deportivo.